# Željko Mavrović
Željko „Zed“ Mavrović (* 17. Februar 1969 in Zagreb, Jugoslawien) ist ein ehemaliger kroatischer Boxer und Europameister im Schwergewicht. 

## Amateurkarriere
Željko Mavrović war Achtelfinalist der Junioren-Europameisterschaft 1986 in Kopenhagen und Gewinner der in Patras ausgetragenen U20-Balkanmeisterschaft 1987 im Halbschwergewicht.
1988 und 1989 wurde er Jugoslawischer Meister im Schwergewicht und startete bei den Olympischen Sommerspielen 1988 in Seoul, wo er im Achtelfinale gegen Baik Hyun-man ausschied. Bei der Europameisterschaft 1989 in Athen unterlag er im Achtelfinale mit 2:3 gegen Axel Schulz, sowie bei der Weltmeisterschaft 1989 in Moskau ebenfalls im Achtelfinale gegen Jewgeni Sudakow. Gegen diesen verlor er auch im Viertelfinale der Goodwill Games 1990 in Seattle.
1991 und 1992 wurde er Kroatischer Meister im Superschwergewicht, unterlag im Viertelfinale der Europameisterschaft 1991 in Göteborg gegen Arnold Vanderlyde und gewann im Schwergewicht mit einem Finalsieg gegen Georgios Stefanopoulos die Mittelmeerspiele 1991 in Athen.
Bei den Olympischen Sommerspielen 1992 in Barcelona verlor er im Achtelfinale gegen Danell Nicholson.

### Auswahl von int. Turnier-Ergebnissen
- März 1991: 1. Platz im Schwergewicht beim Trofeo Italia Tournament in Italien[14]
- November 1990: 1. Platz im Schwergewicht beim Copenhagen Cup in Dänemark[15]
- April 1989: 2. Platz im Schwergewicht beim Intercup in Deutschland[16]
- März 1989: 2. Platz im Schwergewicht beim Trofeo Italia Tournament in Italien[17]

## Profikarriere
1993 wechselte Mavrović in das Profilager und unterschrieb bei Wilfried Sauerland. Nach 17 Siegen in Folge, davon 13 durch KO oder TKO, boxte er am 11. April 1995 im französischen Levallois-Perret um den EBU-Europameistertitel im Schwergewicht und siegte durch TKO in der elften Runde gegen den Franzosen Christophe Bizot. Im Anschluss gewann er neun weitere Kämpfe, darunter Titelverteidigungen gegen Przemysław Saleta (KO 1. Runde), Christophe Bizot (einstimmig nach Punkten), Clifton Mitchell (TKO 2. Runde), Julius Francis (TKO 8. Runde), Lajos Erős (TKO 5. Runde) und Vincenzo Cantatore (TKO 4. Runde).
Als Nummer-1-Herausforderer der WBC boxte er am 26. September 1998 in Uncasville um den WBC-Weltmeistertitel im Schwergewicht, verlor jedoch einstimmig nach Punkten gegen Lennox Lewis.